# 싯켄
싯켄(일본어: 執權)은, 일본 가마쿠라 바쿠후(鎌倉幕府)에서 세이이타이쇼군을 도와 정무를 통괄하던 직책을 말한다. 원래는 만도코로(政所)의 장관인 벳토(別当)의 중심이 되는 자의 호칭이었다.
초대 싯켄은 미나모토노 요리토모(源頼朝)의 장인인 호조 도키마사(北条時政)였다. 2대 싯켄 호조 요시토키(北条義時)가 바쿠후의 중앙기관인 사무라이도코로(侍所)를 장악하면서 바쿠후의 실권자로 부상하게 되었다. 가마쿠라 바쿠후 싯켄은 호조 가문이 대대로 계승하였으며, 싯켄정치는 오직 가마쿠라 시대(1203년-1333년)에서만 있었고, 이는 헤이안 시대 셋칸 정치와도 구별되는 현상이었다(다만 싯켄이라는 단어는 조정에서도 사용했으며 가마쿠라 바쿠후의 독자적인 직책명은 아니다. 이 점에 주의해야 한다).

## 유래
직책명으로써 '싯켄'이 처음으로 사용되었다고 여겨지는 시대는 고산조 천황(後三条天皇)이 설치했던 기록소(記録所)의 장관인 구도(勾当)의 별칭으로써였다고 생각되고 있는데, 문헌상으로 확인할 수 있는 것은 분지(文治) 2년(1186년) 이후의 것이다. 또한 직사(職事)인 구란도(蔵人)의 필두(통상 구란도노카미蔵人頭)를 싯켄시키지(執権職事)라고도 하였다.
인세이의 중심이 되었던 인초(院庁)에도 벳토 가운데 기량 있는 자를 한 사람 싯켄으로 임명해서 잡무 책임자로 삼았다. 이는 고토바 상황(後鳥羽上皇)이 하무로 미쓰치카(葉室光親)를 임명한 것이 최초인데 이는 가마쿠라 바쿠후의 싯켄 성립과 그 시기를 전후한다. 다만 인초의 싯켄은 당초에는 비상설직으로 간겐(寛元) 4년(1246년)에 임명되었던 하무로 사다쓰구(葉室定嗣, 미쓰치카의 아들이다)가 상설화된 인노 싯켄(院執権)의 최초 임명자로 생각되고 있다. 이후 인노 싯켄은 인초의 관리들인 인시(院司)의 필두로써 전주(伝奏)나 효조슈(評定衆)를 겸무하며 인초의 운영과 평정 의사 진행을 담당하였다. 인노 싯켄은 에도 시대 말기의 고카쿠 상황(光格上皇)의 시대까지 존재하였다.
가마쿠라 바쿠후의 조직은 원래는 헤이케(平家) 추토의 공로로 구교(公卿)의 반열에 들게 된 '가마쿠라도노'(鎌倉殿) 미나모토노 요리토모의 가정기관으로부터 시작된 것으로 만도코로가 그 중핵에 위치하였다(따라서 겐큐建久 3년인 1192년에 요리토모가 세이이타이쇼군으로 임명되기 전부터 가마쿠라 바쿠후의 여러 기관은 존재하고 있었다는 것이 된다). 그 만도코로의 직원이었던 게시(家司)를 필두로 조정의 기록소나 구란도도코로(蔵人所)에서 사용되던 「싯켄」이라 불리는 직책명이 주어졌던 것으로 생각되고 있다. 이즈(伊豆) 유배 시절부터 요리토모를 지지했던 딸 마사코(政子)를 요리토모에게 시집보내고 2대에 걸쳐 쇼군의 외척이 된 만도코로벳토(政所別当) 호조 도키마사는 가마쿠라도노의 게시의 필두로써 '싯켄'이라는 이름에 상응하는 입장에 있었다고 생각된다.
가마쿠라 바쿠후 멸망 이후에도 무로마치 바쿠후(室町幕府)의 간레이(管領)가 가마쿠라 바쿠후의 예를 모방해 '싯켄'이라 불렸던 것 외에도 여러 다이묘(大名)의 중신들에 대해서도 '싯켄'이라고 부른 사례가 있다.

## 연혁
이른바 초대 「싯켄」은 겐닌(建仁) 3년(1203년) 호조 도키마사가 외손자이기도 한 3대 쇼군 미나모토노 사네토모(源実朝)를 옹립했을 때 만도코로 벳토와 함께 이 직책에 임명된 것이 최초였다고 한다. 도키마사의 서임 이래로 호조 씨의 권력 확립의 발판이 된다. 2대 싯켄 호조 요시토키(北条義時)가 사무라이도코로(侍所)의 벳토를 겸임하면서부터 사실상 바쿠후의 최고직책이 된다.
기본적으로 가마쿠라 바쿠후는 가마쿠라도노(鎌倉殿)와 고케닌의 주종관계로 성립되었고 호조 씨 또한 무수한 고케닌의 한 사람에 지나지 않았다. 겐지 쇼군이 3대 사네토모를 끝으로 단절되고 셋칸케(摂関家)의 귀족이나 종실의 왕자 가운데 이름뿐인 가마쿠라도노를 맞이해 오고 그를 내세워 보좌역인 싯켄이 바쿠후의 사실상의 최고 책임자가 되는 체제가 되었다. 그러나 정적이 되는 유력 고케닌을 차례로 없애고 또한 싯켄 이외의 바쿠후의 요직 대부분을 호조 씨가 독점해 나갔으며, 고케닌의 1인자에 지나지 않았던 호조 씨의 실질적인 권력은 차츰 증대하였다. 또한 셋케 쇼군(摂家将軍) ・ 왕족 쇼군(宮将軍) 아래 바쿠후에서 행해지는 소송 재결은 쇼군에 의한 하문(下文)이 아니라 싯켄에 의한 하지장(下知状)에 의해 시행되게 되었으며 싯켄이 바쿠후에 있어서 소송의 최고책임자가 되어 쇼군은 소송의 장에서 배제되었으나, 이는 단순한 싯켄의 권력 확대가 아니라 가마쿠라 바쿠후를 유지할 필요성에 의한 것이었다고 보는 견해가 있다. 이 견해에 따르면 가마쿠라도노(쇼군)로부터의 고온(御恩)과 휘하 고케닌들의 호코(奉公)의 논리에 의해 유지되고 있었던 가마쿠라 바쿠후에 있어서 쇼군은 '고온'의 일환으로써 고케닌의 소유 영지를 안도(安堵)해 그들을 보호할 의무를 지고 있었으나, 쇼군이 직접 고케닌끼리의 영지 다툼에 대한 재결을 내리는 것이 패배한 쪽의 고케닌에 대한 보호 의무를 저버린 것으로 받아들여져서, 이는 자칫 소송에서 패한 고케닌과 쇼군 사이의 주종관계를 무너뜨릴 가능성을 감추고 있었다. 때문에 고케닌의 소유 영지를 안도하는 쇼군과는 별도로 같은 고케닌인 싯켄이 소송의 재허를 행하는 것으로 고케닌끼리의 영지 다툼에 있어서 쇼군과 고케닌 사이의 어은과 봉공 관계를 무너뜨리지 않고 공정한 소송이 이루어져서 바쿠후의 소송 제도의 확립으로 이어졌다고 한다. 싯켄에 의한 공정한 소송은 고케닌들에게도 바라는 바이기도 했다. 또한 합의제 소송제도의 확립 과정에서 한편으로 쇼군의 후견인인 군영어후견(軍営御後見)이기도 했던 호조 야스토키가 효죠슈를 거느리고 쇼군을 대신해 재결을 행한다는 명목으로 겸임한 직책이 싯켄의 시작으로 도키마사 ・ 요시토키 부자를 싯켄으로 한 것은 과거의 만도코로벳토 ・ 군영어후견까지 소급해서 「싯켄」으로 기록한 《아즈마카가미》(吾妻鏡)의 기술에서 유래하였다는 설도 있다.
이윽고 호조 씨의 권력이 증대함에 따라, 바쿠후의 공적 지위인 싯켄보다도 호조 일문의 소료(惣領)에 지나지 않았던 도쿠소(得宗)에 실제 권력이 이동하기에 이른다. 6대 싯켄 나가토키(長時)의 시대에도 출가해 싯켄의 자리를 넘겨준 도쿠소 도키요리(時頼)가 버젓이 바쿠후 내의 권력을 그대로 쥐고 있었던 것이 도쿠소로의 권력 이동의 단초가 되었다. 이후 도쿠소와 싯켄이 나뉘어 실제 권력은 도쿠소가 갖게 되었고 싯켄은 다시금 쇼군에 이어 가마쿠라 바쿠후 내에서 명목상의 직책으로 전락하였다. 나아가 9대 싯켄 호조 사다토키(北条貞時)가 어린 나이에 도쿠소와 싯켄 두 지위를 이어받고 도쿠소케를 섬기던 미우치비토(御内人)이 사다토키의 보좌를 명분으로 정치에 관여하게 되었다.
사다토키는 헤이젠몬의 난(平禅門の乱)을 일으켜 나이칸레이(内管領) 다이라노 요리쓰나(平頼綱)를 제거하고 스스로 정무를 맡아보게 되었으나, 가겐의 난(嘉元の乱) 이후 정무를 방기하다시피 하게 되었고 최고 권력자가 정무를 방기한 상태에서 나가사키 씨(長崎氏) 등의 미우치비토과 외척인 아다치 씨(安達氏)、호조 씨 서류 가문 등의 요리아이슈(寄合衆) 등이 주도하는 요리아이(寄合)에 의해 바쿠후는 기능하였으며, 도쿠소도 가마쿠라 바쿠후의 쇼군처럼 장식적인 지위로 전락하는 결과를 초래하였다. 사다토키의 아들인 다카토키(高時)의 대에 이르러 싯켄도 도쿠소도 껍데기뿐인 지위로 남아 있었고, 호조 가문의 집사(執事)라고도 할 수 있는 나이간레이(内管領)를 맡은 나가사키 씨가 권력을 쥐다시피 하였다.
근대에 들어 일본의 사학자 류 스스무(龍粛)가 1922년(다이쇼 11년)에 펴낸 『비구니 쇼군 마사코』(尼将軍政子)에서 미나모토노 사네토모 사망 뒤에 싯켄이 가마쿠라 바쿠후의 싯켄을 장악하고부터의 체제를 싯켄정치(執権政治)로 표현한 이래 이 단어가 널리 쓰이게 되었다. 다만 최근에는 사네토모 사후 호조 마사코가 '비구니 쇼군'으로써 실권을 장악하고 싯켄정치로의 이행은 마사코가 죽은 뒤의 일이라는 견해가 나왔고, 싯켄정치를 두 시기로 나누어 8대 싯켄 도키무네(時宗)의 급사 이후 어린 나이로 취임한 9대 싯켄 사다토키가 도쿠소와 싯켄을 함께 넘겨받고 난 뒤의 체제를 도쿠소 전제(得宗専制)로 부르며 그 이전의 싯켄정치와 나누어 구분하는 방법도 행해지고 있다.
한편 가마쿠라 바쿠후 싯켄 대부분은 사가미노카미(相模守)에 임관되어 무사시노카미(武蔵守)로 임관해 사실상의 부싯켄(副執権)이었던 렌쇼(連署)와 함께 「양국사」(両国司)로 불렸다고 한다.

## 가마쿠라 바쿠후의 싯켄
1. 호조 도키마사(北条時政): 1138년-1215년, 재임 1203년-1205년
2. 호조 요시토키(北条義時): 1163년-1224년, 재임 1205년-1224년
3. 호조 야스토키(北条泰時): 1183년-1242년, 재임 1224년-1242년
4. 호조 쓰네토키(北条経時): 1224년-1246년, 재임 1242년-1246년
5. 호조 도키요리(北条時頼): 1227년-1263년, 재임 1246년-1256년
6. 호조 나가토키(北条長時): 1229년-1264년, 재임 1256년-1264년
7. 호조 마사무라(北条政村): 1205년-1273년, 재임 1264년-1268년
8. 호조 도키무네(北条時宗): 1251년-1284년, 재임 1268년-1284년
9. 호조 사다토키(北条貞時): 1271년-1311년, 재임 1284년-1301년
10. 호조 모로토키(北条師時): 1275년-1311년, 재임 1301년-1311년
11. 호조 무네노부(北条宗宣): 1259년-1312년, 재임 1311년-1312년
12. 호조 히로토키(北条煕時): 1279년-1315년, 재임 1312년-1315년
13. 호조 모토토키(北条基時): ?-1333년, 재임 1315년
14. 호조 다카토키(北条高時): 1303년-1333년, 재임 1316년-1326년
15. 호조 사다아키(北条貞顕): 1278년-1333년, 재임 1326년)
16. 호조 모리토키(北条守時): ?-1333년, 재임 1327년-1333년)

## 같이 보기
- 로쿠하라 단다이